# 三江省
三江省（さんこう-しょう）は満洲国にかつて存在した省。現在の黒竜江省北東部に位置する。

## 歴史
1934年（康徳元年）12月1日、満洲国は黒竜江省及び吉林省を分割し三江省を設置、通河県、鳳山県、湯原県、蘿北県、綏浜県、方正県、依蘭県、樺川県、富錦県、勃利県、宝清県、饒河県、同江県、撫遠県の14県を管轄した。
1937年（康徳4年）7月、佳木斯市が設置、省会とされ、1939年6月には鶴立県を新設すると同時に鳳山県を通河県に編入、宝清、饒河の2県が新設された東安省に移管され1市12県を管轄するようになった。1941年（康徳8年）1月に勃利県が東安省へ、同年8月には黒河省より仏山県が移管され満洲国崩壊まで沿用された。
1945年8月、満洲国の解体に伴い自然消滅したが、三江省地区には新たに合江省が設置されている。

## 行政区画
満洲国崩壊直前の下部行政区画は下記の通り。
- 佳木斯市
- 方正県
- 依蘭県
- 撫遠県
- 同江県
- 富錦県
- 樺川県
- 通河県
- 湯原県
- 鶴立県
- 蘿北県
- 綏浜県
- 仏山県

## 設置
1934年12月、満洲国政府により黒竜江省と吉林省を一部地域に三江省が新設される。

## 廃止
1945年8月、満洲国の崩壊と共に自然消滅。

## 歴代省長
特記なき場合『世界諸国の制度・組織・人事 : 1840-2000』による。
- 金名世：1934年12月1日 - 1937年7月1日
- （兼）于琛澂：1937年7月1日 - 1939年4月24日
- 盧元善：1939年4月24日 - 1942年9月29日
- 孫柏芳：1942年9月29日 - 1945年5月12日
- 路之淦：1945年5月12日 - （終戦）